# Кокеріль-Угре-Провіданс
Кокеріль-Угре-Провіданс (фр. Cockerill-Ougrée-Providence) — бельгійська гірничо-металургійна і машинобудівна компанія. У 1960-х роках була одним з найбільших у Західній Європі виробників чорних металів і машин. Основні підприємства фірми були розташовані у Льєжі, Антверпені і Шарлеруа. Була другою провідною металургійною компанією країни з виробництвом 5 млн т сталі на рік. Була заснована у 1966 році об'єднанням бельгійських компаній «Кокеріль-Угре» і «Провіданс». Компанія виплавляла 1/3 сталі у Бельгії. У 1970 році до компанії було приєднано компанію «Есперанс-Лонгдо» з утворенням нової компанії під назвою «Кокеріль-Угре-Провіданс і Есперанс-Лонгдо».

## Виноски
1. ↑   Автоматическая сварка: сборник. Том 21. 1968. — С. 78. (рос.)
2. ↑   Fusulier, Bernard; Vandewattyne, Jean; Lomba, Cédric (2003). Kaléidoscope d'une modernisation industrielle. Usinor-Cockrill Sambre-Arcelor. Presses univ. de Louvain. ISBN 9782930344126. p. 61. (фр.)
3. ↑   Бельгия. // Большая советская энциклопедия : в 30 т. / главн. ред. А. М. Прохоров. — 3-е изд. — М. : «Советская энциклопедия», 1969—1978. (рос.)